# Jan Henry Olsen

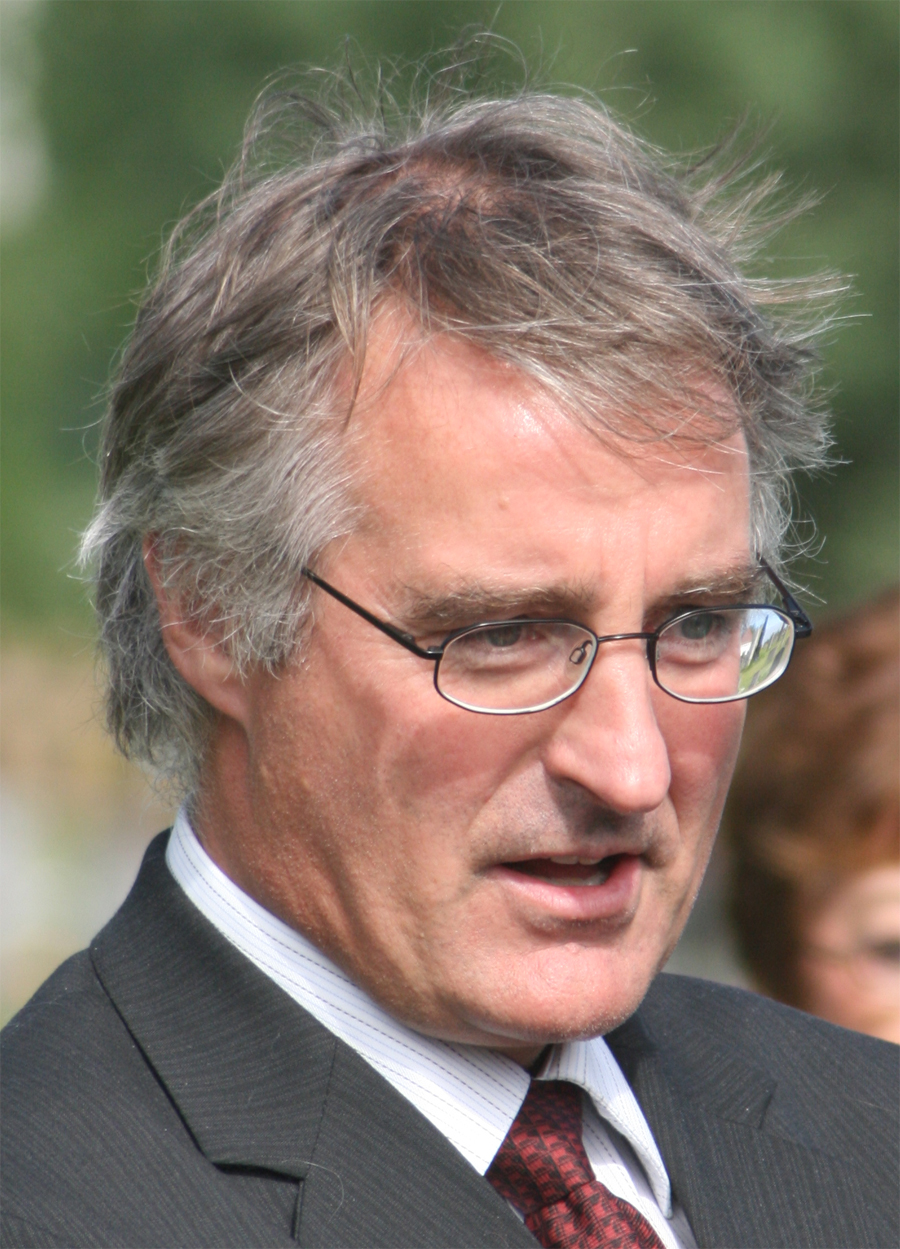
Jan Henry Olsen (2008)

Jan Henry T. Olsen (* 20. August 1956 in Bergen; † 10. Juli 2018) war ein norwegischer Politiker der Arbeiderpartiet (Ap). Von 1992 bis 1996 war er der Fischereiminister seines Landes.

## Ausbildung und Beruf
Zwischen 1997 und 1982 studierte Olsen Rechtswissenschaft, Sozialwissenschaften und Sozialökonomie an der Universität Tromsø. Letzteres führte er an der Universität Oslo fort. Ab 1984 war er bis 1990 in der Fischereiindustrie tätig. So arbeitete er als wirtschaftlicher Berater eines Fischereiverbands und in der Verwaltung des Fischereivereinigung der Provinz Troms. Ab 1990 war er Pressesprecher bei Norsk Hydro.
Nach seiner Amtszeit als Fischereiminister arbeitete Olsen in verschiedenen Firmen in unterschiedlichen Positionen.

## Politischer Werdegang
Im Jahr 1982 war er für kurze Zeit Vorsitzender des Arbeidernes Ungdomsfylking (AUF) in Troms. Von 1983 bis 1992 war Olsen Abgeordneter im Fylkesting von Troms. In den letzten beiden Jahren davon war er dabei der Fylkesordfører der Provinz.
Am 4. September 1992 wurde er zum Fischereiminister in der Regierung Brundtland III ernannt. Er führte dieses Amt bis zum Ende 25. Oktober 1996 aus. In seine Amtszeit fielen die Verhandlungen mit der Europäischen Union, die vor der Volksabstimmung über den EU-Beitritt Norwegens im Jahr 1994 geführt wurden. Durch seine zunächst ablehnende Haltung der EU gegenüber bekam er den Namen „No Fish Olsen“ verpasst. Im Laufe der Verhandlungen änderte er seine Position und trat schlussendlich für einen Beitritt ein. Olsen wurde im Jahr 2007 in den Stadtrat von Tromsø gewählt.

## Privates
Olsen litt ab 2008 an der Krankheit Alzheimer. Über diese Erfahrung schrieb er gemeinsam mit seiner Ehefrau Laila Lanes das Buch Skynd deg å elske (deutsch: Beeile dich zu lieben). Auch der Dokumentarfilm Min elskede, der 2011 veröffentlicht wurde, handelt von dem Leben der beiden, deren Offenheit später von Medizinern und Parteikollegen gelobt wurde.